# Mokrá-Horákov
Mokrá-Horákov ist eine Gemeinde in Tschechien. Sie liegt elf Kilometer nordöstlich des Stadtzentrums von Brno und gehört zum Okres Brno-venkov.

## Geographie

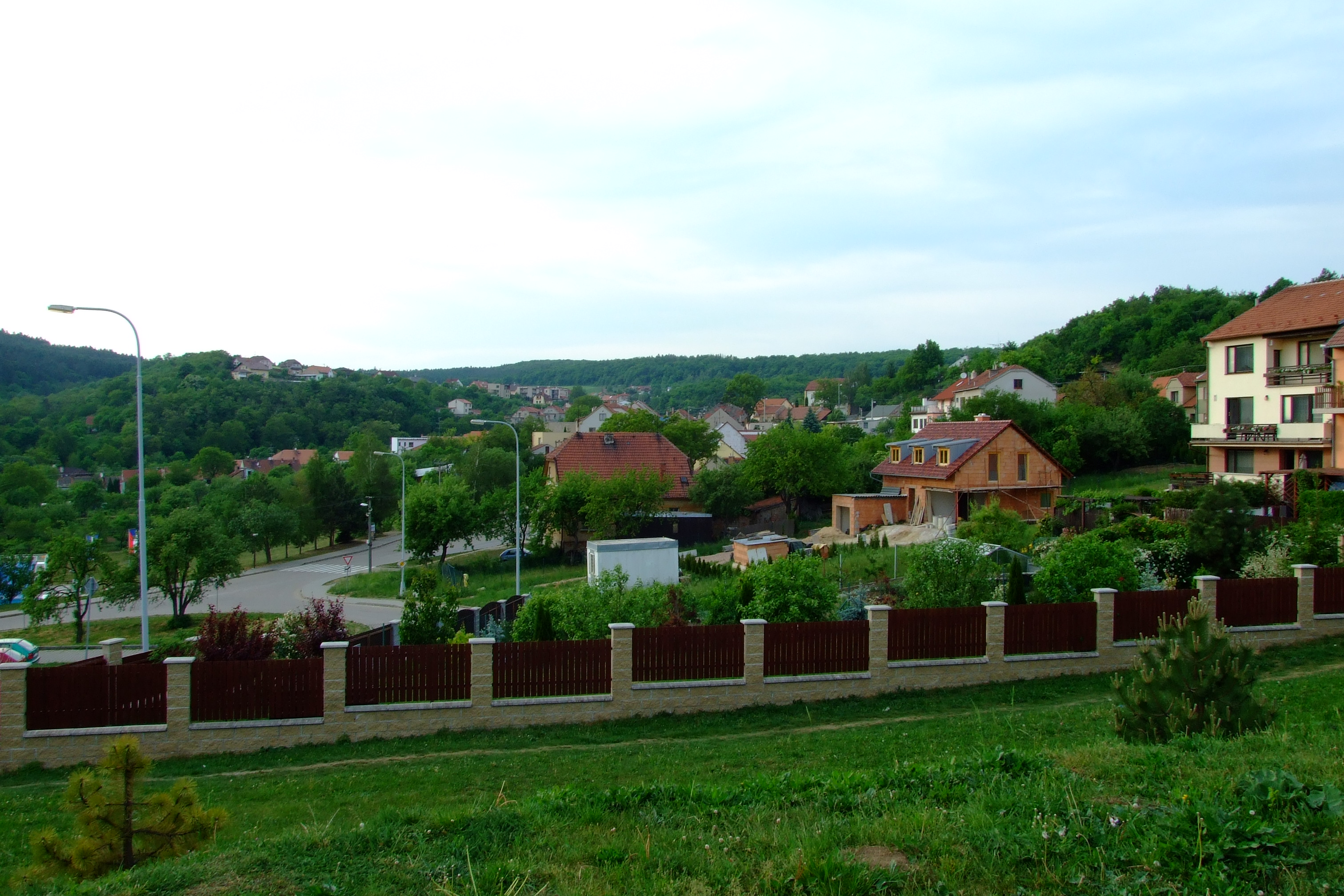
Blick auf den alten Ortskern von Mokrá

Mokrá-Horákov befindet sich am südlichen Fuße des Drahaner Berglandes. Der von Wäldern umgebene Ortsteil Mokrá erstreckt sich im Tal des Baches Mokerský potok. Horákov liegt südwestlich davon auf einer Kuppe über der Einmündung des Mokerský potok in die Roketnice. Gegen Nordwesten liegt das Landschaftsschutzgebiet Moravský kras, im Nordosten der Naturpark Říčky. Nördlich erhebt sich die Lysá hora (428 m), im Osten die Velká Baba (420 m), südöstlich der Na Krátkých (352 m).
Nördlich von Mokrá liegen ausgedehnte Kalkbrüche, östlich das Zementwerk des Unternehmens Českomoravský cement.
Nachbarorte sind Obce, Ochoz u Brna und Hostěnice im Norden, Jezera im Osten, Pozořice und Sivice im Südosten, Velatice und Podolí im Süden, Líšeň im Südwesten sowie Bílovice nad Svitavou und Řícmanice im Nordwesten.

## Geschichte
Die erste schriftliche Erwähnung von Mokrá erfolgte im Jahre 1350, als Albert von Černovice seiner Frau Jitka Einkünfte aus den Dörfern Mokrá, Černovice und Pišová als Leibgedinge überschrieb. Seit dem Ende des 14. Jahrhunderts gehörte Mokrá immer zu den Gütern des Kapitels St. Peter in Brünn. Eine wesentliche Erwerbsquelle der Bewohner von Mokrá bildete die Kalkbrennerei. Am 24. Juli 1792 brannte Mokrá mit Ausnahme von fünf Chaluppen nieder.
Die erste Erwähnung der Burgherrschaft Horákov erfolgte 1371 in der Landtafel. 1464 wurde die während des mährischen Bruderkrieges zerstörte Burg letztmals erwähnt. Das Geschlecht Herynk von Sloupno ließ zum Ende des 15. Jahrhunderts in Horákov eine Feste errichten. 1533 schloss Jan Kyjovský von Kyjovice Horákov an die Herrschaft Kobylnice an. Später wurde Horákov nach Sokolnice untertänig. Letzte Grundherren waren die Grafen Mitrovský. Im Jahre 1786 wurde in Horákov eine einklassige Dorfschule eingerichtet, zuvor erfolgte der Schulunterricht in Tvarožná.
Nach der Aufhebung der Patrimonialherrschaften bildeten Mokrá und Horákov ab 1850 zwei selbstständige politische Gemeinden in der Bezirkshauptmannschaft Brünn. 1877 wurde in Horákov der zweiklassige Schulbetrieb aufgenommen und auch die Kinder aus Mokrá eingeschult. In Mokrá entstand im Jahre 1900 eine eigene Schule. 1912 zog die Schule in Horákov in ein neu errichtetes Schulhaus. 1921 wurden beide Gemeinden dem Okres Brno-venkov zugeordnet und ab 1950 gehörten sie zum Okres Brno-okolí. In den 1950er Jahren erfolgte eine geologische Untersuchung der Kalklagerstätte nördlich von Mokrá. Wegen ihrer Ergiebigkeit wurde die Errichtung eines Zementwerkes beschlossen. Als Standort bot sich das Tal der Roketnice an der Flurgrenze von Mokrá mit Pozořice und Sivice an, von der Bahnstrecke Brno–Vlárský průsmyk wurde von Blažovice eine Zweigbahnstrecke zum Zementwerk Mokrá erbaut. Neben dem Zementwerk entstand eine Werkssiedlung. Nach der Auflösung des Okres Brno-okolí wurden beide Gemeinden 1961 dem Okres Brno-venkov zugeordnet. 1968 lebten in Mokrá 1050 Menschen.
Am 26. Juli 1976 wurden die Gemeinden Mokrá und Horákov zu einer Gemeinde Mokrá-Horákov zusammengeschlossen. Zum Ende des 20. Jahrhunderts wuchs die Einwohnerzahl wegen der landschaftlich reizvollen Lage von Mokrá-Horákov und der Nähe vom Ballungsgebiet Brno stark an. Der größte Teil der Bewohner der Gemeinde arbeitet in Brno, ein geringer Teil arbeitet im Zementwerk oder lebt von der Landwirtschaft.

## Gemeindegliederung
Die Gemeinde Mokrá-Horákov besteht aus den Ortsteilen Horákov (Horakow) und Mokrá (Mokrau)

## Sehenswürdigkeiten
- Kapelle der hl. Katharina in Mokrá, errichtet um 1800
- Kapelle des hl. Gotthard in Horákov
- Burgstall Horákov, westlich des Dorfes auf einem Felssporn über dem Mariánské údolí der Říčka, die Burg wurde während des mährischen Bruderkrieges zwischen den Markgrafen Prokop und Jobst von Mähren zum Ende des 14. Jahrhunderts zerstört.
- Hlásnica, auf der westlich von Horákov gelegenen Kuppe entdeckte der Direktor der Realschule Telč, Karel Mašek, in den Jahren 1895 bis 1896 ein reich ausgestattetes Grab aus der Hallstattzeit. Nach dem Fund benannt ist die Horákover Kultur, deren Merkmal Keramik mit schwarzer Bemalung ist.
- Karsthöhle Pekárna, nördlich von Mokrá bei der Einmündung des Hostěnický potok in die Říčka

## Persönlichkeiten
- Miloslava Misáková (1922–2015), Turnerin